# Cratere Tako
Tako  è un cratere sulla superficie di Venere.